# انتونیو ریسرو
انتونیو ریسرو (انگلیسی: Antonio Reguero؛ زادهٔ ۴ ژوئیهٔ ۱۹۸۲) بازیکن فوتبال اهل اسپانیا است.
از باشگاه‌هایی که در آن بازی کرده‌است می‌توان به باشگاه فوتبال هیبرنین، باشگاه فوتبال رئال مادرید سی، باشگاه فوتبال اینورنس کالدنیون تیسل، و باشگاه فوتبال کیلمارنوک اشاره کرد.